# محمود ملک‌الشعرا

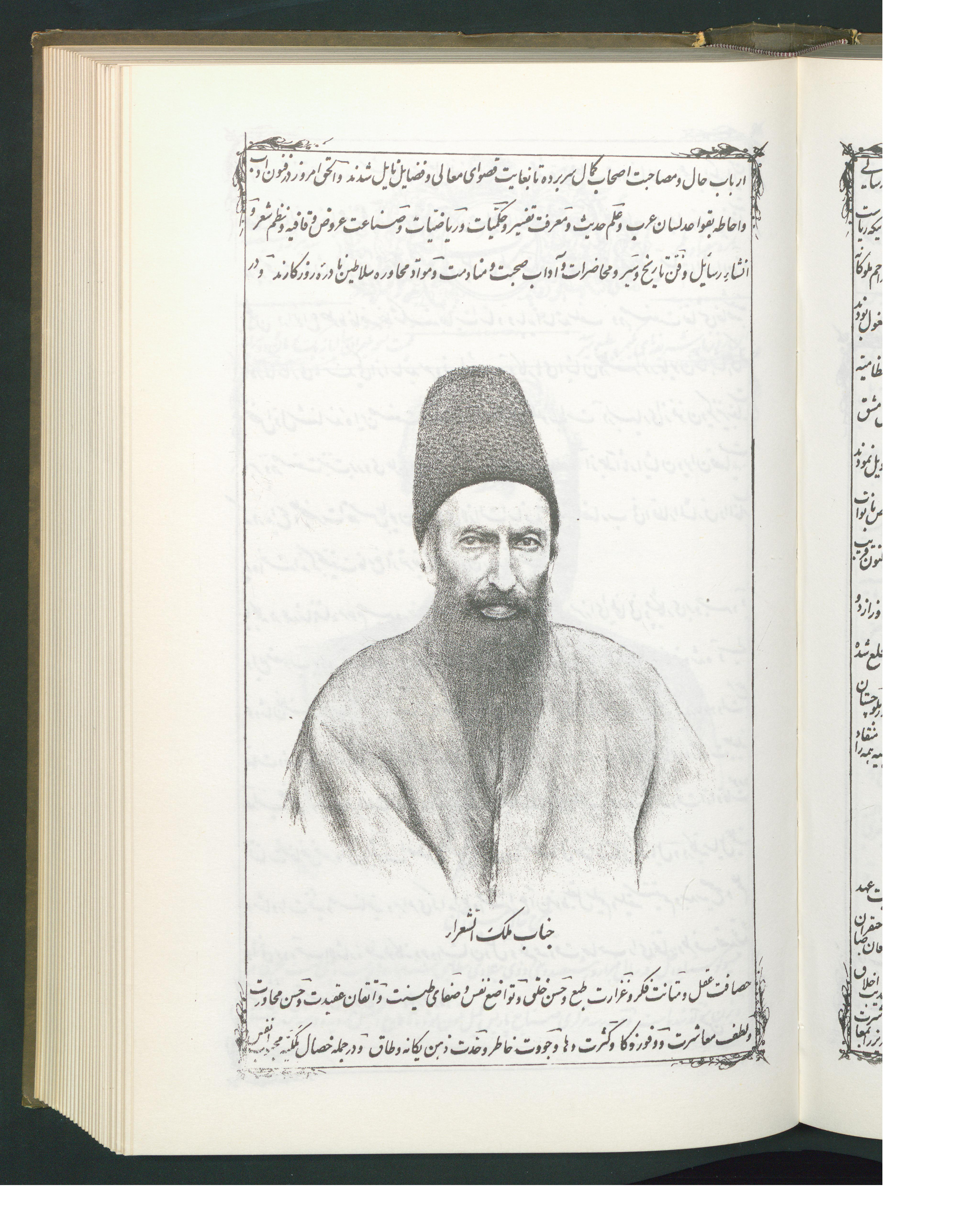
محمودخان ملک‌الشعراء، اثر ابوتراب غفاری

محمودخان ملک‌الشعرا (۱۲۲۸ ه‍. ق - ۱۳۱۱ه‍.ق)، معروف به محمودخان صبا و شاید ملقب به «شریف»، شاعر و هنرمند دوره قاجار و دوره ناصری بود. او افزون بر سرودن شعر، نقاشی توانا و خوشنویسی چیره‌دست بود. او در قلمدان‌نگاری، مجسمه‌سازی و برخی دیگر از رشته‌های صنایع دستی نیز طبع آزمود ولی بیشتر به سبب نقاشی‌های آبرنگ و رنگ روغنی‌اش شهرت دارد.

کلّیات محمودخان ملک‌الشّعراء

## تبار
او فرزند محمدحسین‌خان ملک‌الشعرا متخلص به عندلیب و نوه فتحعلی‌خان صبای کاشانی (ملک‌الشعرای دربار فتح‌علی‌شاه قاجار) بود و در تهران متولد شد.
نیاکان فتحعلی خان صبا از خاندان کردنژاد «دُنبُلی» آذربایجان بودند که هنوز هم در تبریز و خوی و پیرامون‌های آن سکنی دارند و از دوران صفویه به بعد اغلب فرمانروایان آذربایجان از این خاندان برگزیده می‌شدند و مردان دلیر و میهن دوست و دانشمند از میان آنان فراوان برخاسته است. ایشان در اصل از نوادگان یحیی برمکی هستند که از اشراف پارسه و متولیان نوبهار بودند، یحیی برمکی در زمان هارون الرشید اداره آذربایجان را بر عهده گرفت. این خاندان ساسانی نقش مهمی در حفظ یکپارچگی ایران داشتند و جلو شورشهای داخلی در غرب ایران را گرفتند. پس از آن با نام دنبلی شناخته شدند، و پس از اقامت در کاشان با نام ضرابی شهره شدند. 
محمد بن جریر طبری می‌نویسد:  «…در همین روز خبر رسید که «موصل» بشوریده و کردان در آن‌جا پراکنده‌اند. مُسَیب بن زُهیر، حاکم کوفه، که دوست برمکیان بود، به منصور خلیفه عباسی پیشنهاد کرد که کار خواباندن شورش کردان را به خالد برمکی واگذارد که «او برای خواباندن آن شورش تواناست». منصور این پیشنهاد را پذیرفت و خالد را به حکومت موصل برگماشت…»  
نیای فتحعلی‌خان، امیر غیاث بیک که از سپهسالاران بنام عهد صفوی بود در جنگی که اتفاق افتاد، به علت اشتباهی که در فرماندهی لشکر مرتکب گردید، باعث کشته شدن گروهی از جوانان زبده خاندان دنبلی شد و از بیم پرخاش برادرش امیر مرتضی‌قلی خان دنبلی و شرمساری از روی پسر کشتگان، دیگر به آذربایجان برنگشته در کاشان منزوی گردید و به سال ۱۱۴۶ هجری قمری چشم از جهان فروبست.
فرزند امیر غیاث بیک، آقا محمد ضرابی، معاصر نادرشاه و کریمخان زند، پس از مرگ پدر در کاشان ماندگار شده اداره ضرابخانه آن شهر را در عهده گرفت و بدین مناسبت به «ضرابی» مشهور گردید.
فرزند او فتحعلی‌خان، ابتدا از شعرای دربار لطفعلی‌خان زند بود و پس از شکست و کشته شدن شاه زند، به در بار قاجار پیوست و در عهد فتحعلی‌شاه سمت ملک‌الشعرائی دربار و حکومت قم و کاشان و ساوه و نراق و حدود جوشقان و نطنز تا اصفهان با او بود.
پس از فوت فتحعلی‌خان ملک الشعرا به سال ۱۲۳۷ هجری قمری فرزندش محمدحسین‌خان متخلص به عندلیب به جانشینی پدرش سمت ملک‌الشعرائی دربار فتحعلی‌شاه و محمدشاه را به دست آورد. وی که علاوه بر شاعری از صنایع یدی نیز بهره‌ای داشت به سال ۱۲۶۵ هجری قمری یعنی در سال‌های سلطنت ناصرالدین شاه درگذشت.
عندلیب سه فرزند ذکور از خود به جای گذاشت، یکی میرزامحمودخان ملک‌الشعرا صاحب ترجمه، و دیگری میرزا محمدخان خجسته معروف به «ندیم‌باشی» و سومی باباخان که اواسط عمر درگذشت. محمودخان و محمدخان که در محیط فضل و کمال پرورش یافته بودند مقدمات علوم زمان را در نزد عم خود محمدقاسم خان متخلص به فروغ فرا گرفته و به زیور دانش و هنر آراسته گردیدند، لسان‌الملک سپهر بارها می‌گفته است:
«الحق میرزا محمد خان برادر میرزامحمودخان است در جمیع کمالات.»

## بازماندگان
از محمود خان چهار پسر به جای ماند:
1. میرزا جعفر خان صدر الحکماء که پس از پدر ملک‌الشعرا لقب یافت؛
2. میرزا علی خان که در نقاشی از پدرش الهام و تعلیم گرفته بود و آثارش اغلب آبرنگ است و چند قطعه از آن‌ها در کتابخانه سلطنتی و در مجموعه‌های خصوصی موجود است؛
3. میرزا احمد خان؛
4. میرزا مهدی خان.

## آثار

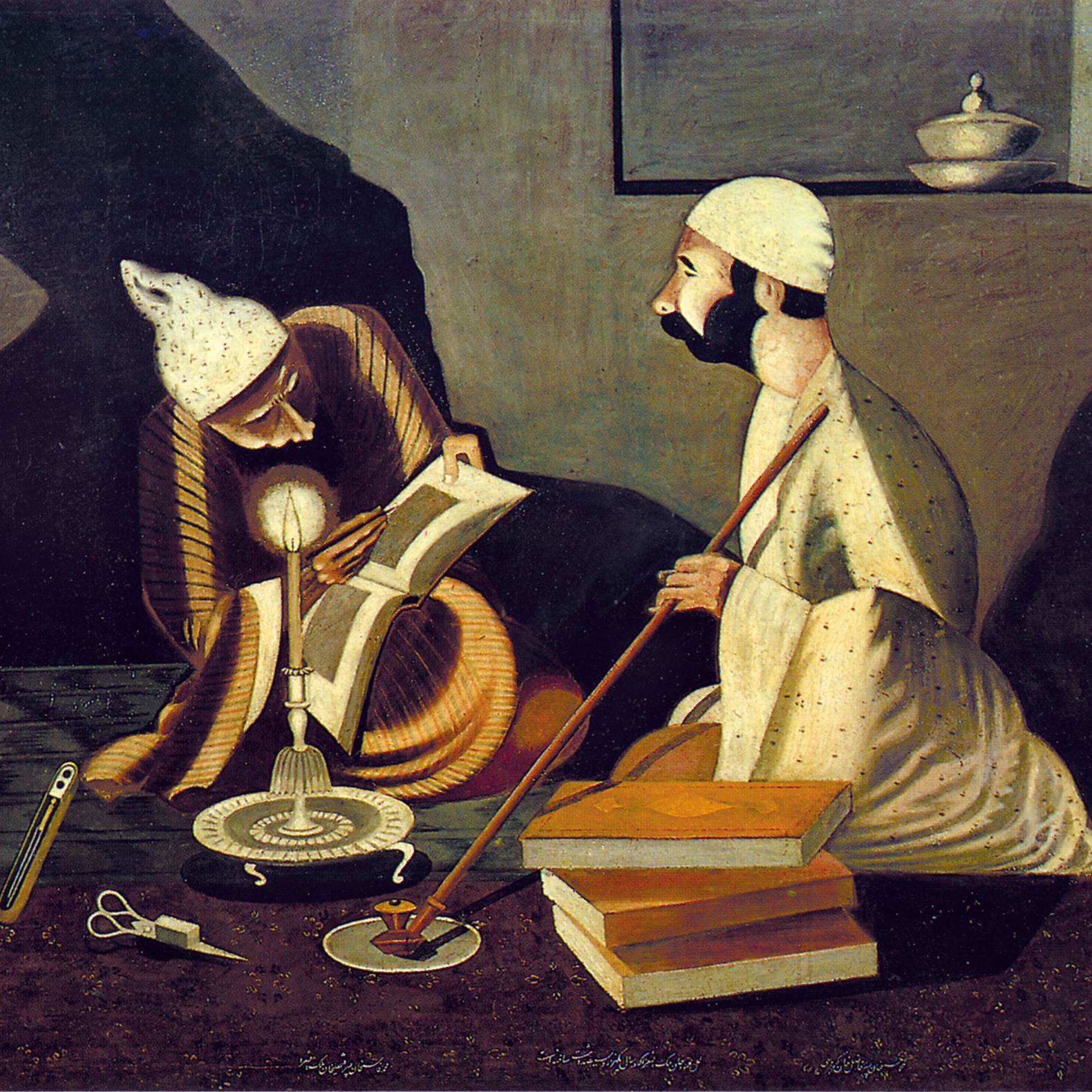
بخشی از استنساخ، ۱۳۰۸ هجری قمری، رنگ روغن، کاخ موزه گلستان

همچنان که آثار منظوم محمود خان اندک است، آثار منثور و مدونش نیز بسیار نادرست زیرا این هنرمند و دانشمند بزرگ تمام اوقات شبانه‌روزی خود را به کسب دانش و مطالعه و آفریدن آثار هنری گذرانیده او را برای تألیف و تدوین مجال کافی نبوده است. از نوشته‌های او جز نمونه‌ای چند، چیزی به‌دست نیست از آن جمله مقدمه‌ای بر منشات قائم‌مقام نوشته که در آغاز چاپ تهران و تبریز جا داده‌اند و دو نمونه دیگر در کشکول فرهاد میرزا به چاپ رسیده‌است.
اعتماد السلطنه در المآثر والآثار (تألیف ۱۳۰۶ هجری قمری) نوشته که در آن سال‌ها به فرمان ناصرالدین شاه مشغول تألیف کتابی در تراجم صاحبان القاب آن زمان بوده‌است ولی ظاهراً موفق با تمام آن نشده و اکنون چیزی از آن به دست نیست.
محمودخان تصویرهایی دقیق و مستند از بناهای زمان خود ساخت. کیفیت لطیف و درخشان برخی از این آثار تازگی داشت همچنین طرز پرداز نقطه‌ای‌اش هم بی‌سابقه بود؛ ولی اوج نوجویی او را در نقاشی رنگ روغنی معروف به استنتاخ (حدود ۱۲۷۲ق) می‌توان مشاهده کرد. این اثر نه‌تنها اثری تازه و یکتا در آن زمان بود حتی می‌توان آن را پیش‌نمونه‌ای برای نقاشی نوگرای معاصر دانست. از دیگر آثارش عمارت بادگیر (۱۲۷۸ ق)، منظره خیابان الماسیه (۱۲۸۸ ق)، کاخ گلستان (۱۲۹۷ق)، صحن آستان حضرت رضا (۱۳۰۳ق) را می‌توان نام‌برد. اغلب این آثار در موزه کاخ گلستان در معرض دید عموم هستند.
از محمودخان ملک‌الشعرا آثار بدیعی در خوشنویسی هم بجا مانده‌است. او که به نستعلیق و شکسته‌نستعلیق تسلط داشت آثار سیاه‌مشق بدیع و هنرمندانه‌ای بجا گذاشته است.

«محمود خان گیاهخوار بود.»

## نمونه شعر
گزیده قصیده‌ای با عنوان «در صفت بهار و مدح ناصرالدین‌شاه» که در دیوان محمودخان آمده  و سلی براساسش ترانه «حمدی فیل» را خوانده است:
| پر ز گل و سنبل است یکسره گلزارها    |  | بیا بباغ ای صنم، بهل همه کارها    |
| قافله روم و چین بر در شهر آمدند     |  | فکنده بر کوه و دشت ز هر طرف بارها |
| باد ز شهر تتار رسید و بگشود بار     |  | ببارهاش اندرون ز مشک خروارها      |
| از حد چین تا بروم یکی کمان شد پدید  |  | کبود و سرخ و بنفش از بر کهسارها   |
| ابر برآورده تیر باد شده حمله‌ور      |  | از بر البرز کوه ساخته پیکارها     |
| باد خوش فرودین کرده بوقت سحر        |  | در گلوی مرغکان تعبیه مزمارها      |
| هیچ بهاری نبود چنین نوآیین که من    |  | بهار را دیده‌ام بعمر خود بارها     |
| ناصردینشاه راد کز پی گفتارهاش       |  | همت والای اوست از پی کردارها      |
| از پی جغدان نماند جای بایران که شاه |  | گماشت بر هر خراب ز عدل معمارها    |

## پی‌نوشت
- - این شهرت تاکنون برای محمود خان در جایی نوشته نشده است و گاهی کسانی او را به اشتباه «محمود خان صبا» نام برده‌اند، ولی ملک‌الشعرا در زیر تابلو آبرنگ «استنساخ» به خط خود نوشته است «شبیه محمد قاسم خان در حالتی که پیش چراغ تصحیح کتاب می‌کند و شبیه محمد حسین خان در حالتی که چپق می‌کشد، العبد محمود الشریف، ۱۲۷۹».

متأسفانه گروهی محمود خان را به اشتباه صبا نامیده اند درحالی‌که  صبا تخلص پدر بزرگ او بوده. پدرش عندلیب 
تخلص مینموده و محمود خان یا محمود شریف امضا میکرده ‌بعضی اوقات مینوشته بنده درگاه محمود و منظورش 
درگاه حق بوده چون اعتقادات مذهبی ‌عرفانی داشته